# Heliophanus excentricus
Heliophanus excentricus är en spindelart som beskrevs av Jean-Claude Ledoux 2007.
Heliophanus excentricus ingår i släktet Heliophanus och familjen hoppspindlar. Inga underarter finns listade i Catalogue of Life.